# 4222 Nancita
4222 Nancita è un asteroide della fascia principale del diametro medio di circa 8,47 km. Scoperto nel 1988, presenta un'orbita caratterizzata da un semiasse maggiore pari a 2,3686139 UA e da un'eccentricità di 0,2953485, inclinata di 3,74567° rispetto all'eclittica.
L'asteroide è dedicato a Nancy Coker Helin, nuora della scopritrice.